# Адские деньги
«Адские деньги» (англ. «Hell Money») — 19-й эпизод 3-го сезона сериала «Секретные материалы», главные герои которого — Фокс Малдер (Дэвид Духовны) и Дана Скалли (Джиллиан Андерсон), агенты ФБР, расследующие сложно поддающиеся научному объяснению преступления, называемые «Секретными материалами». В данном эпизоде Малдер и Скалли расследуют серию смертей китайских иммигрантов, которых помимо насильственной смерти, объединяет отсутствие многих внутренних органов. С трудом пробиваясь через межкультурные барьеры, агенты выясняют, что в городе проходит смертельная азартная игра. Эпизод принадлежит к типу «монстр недели» и никак не связан с основной «мифологией сериала», заданной в первой серии.
В США серия получила рейтинг домохозяйств Нильсена, равный 9,9, который означает, что в день выхода серию посмотрели 14,86 миллиона человек. От критиков эпизод, где одну из своих ранних ролей сыграла тогда малоизвестная Люси Лью, получил смешанные отзывы.

## Сюжет
В китайском квартале Сан-Франциско молодой китаец Джонни Лоу в страхе прибегает к себе домой. Внутри его ждет неизвестный, которого, после короткого разговора, Лоу бьет ножом. Обернувшись, Лоу видит трех людей в масках призраков. Позднее тем же вечером охранник похоронного бюро успевает мельком увидеть эти же три фигуры, а также как Лоу сгорает заживо в крематории.
Малдер и Скалли расследуют смерть Лоу, схожую со смертями китайских иммигрантов в других крупных городах США. Агентам ассистирует полицейский детектив Глен Чао. В печи крематория агенты находят выцарапанный иероглиф «призрак» и полусгоревший обрывок «адских денег» — символических денег, в китайской мифологии преподносимых духам в качестве пожертвований. Малдер высказывает версию о призраках, тогда как Скалли предполагает наличие некоего культа. В ходе обыска квартиры Лоу Малдер обнаруживает иероглифы на двери и пятна крови под недавно положенным ковролином.
Пожилой китаец Син у себя дома ухаживает за дочерью, больной лейкемией. Позже Син участвует в подпольной лотерее, где участники, вытягивая фишки из вазы, могут выиграть крупную сумму или же лишиться какого-то внутреннего органа. Одноглазый китаец получает право тянуть фишку, но терпит неудачу. На следующий день его тело находят на кладбище, скрытно захороненным в свежевыкопанной для другого умершего могиле. При вскрытии Скалли обнаруживает отсутствие у человека многих внутренних органов или их частей, а также множество хирургических шрамов.
Чао выясняет, что свежий ковролин в квартире Лоу положил Син в тайне от своего работодателя. Агенты и Чао прибывают в квартиру к Сину, чей глаз закрыт повязкой из-за «несчастного случая на работе». На самом деле Син лишился глаза накануне, проиграв в подпольную лотерею. Син дает лишь уклончивые ответы агентам, но перебрасывается парой слов на китайском с Чао. Когда Чао возвращается домой, там его ждут три человека в масках. Агенты узнают, что Чао подвергся нападению, но сбежал из больницы. Сина навещает Человек с суровым лицом — один из организаторов подпольной лотереи. Син умоляет разрешить ему не участвовать в лотерее, но получает отказ. Агенты определяют, что кровь в квартиру Лоу совпадает с кровью Чао. Благодаря дочери Сина агенты понимают, что её отец участвует в подпольной лотерее. В тот же день они вычисляют место её проведения при помощи донорского агентства, которое не раз имело дело с неким подозрительным китайским доктором.
Син получает право сыграть в лотерею, но вытягивает фишку, символизирующую «сердце». Вмешавшийся Чао пытается убедить организаторов лотереи отпустить Сина, но те отказываются, пока их подручные утаскивают Сина в смежную с игровым залом операционную. В гневе Чао опрокидывает стол с лотереей, обнаруживая, что игра подстроена и выиграть в неё у организаторов невозможно. Ворвавшись в операционную, Чао стреляет в Человека с суровым лицом, после чего их обоих арестовывают Малдер и Скалли. Сина отправляют в больницу, а его дочь добавляют в донорский список. Агенты допрашивают Человека с суровым лицом в полицейском участке, но понимают, что дело против него развалится, так как никто из участников событий не хочет давать показания, а Чао таинственным образом исчез. Чао просыпается в печи крематория, где секунды спустя сгорает заживо.

## Производство

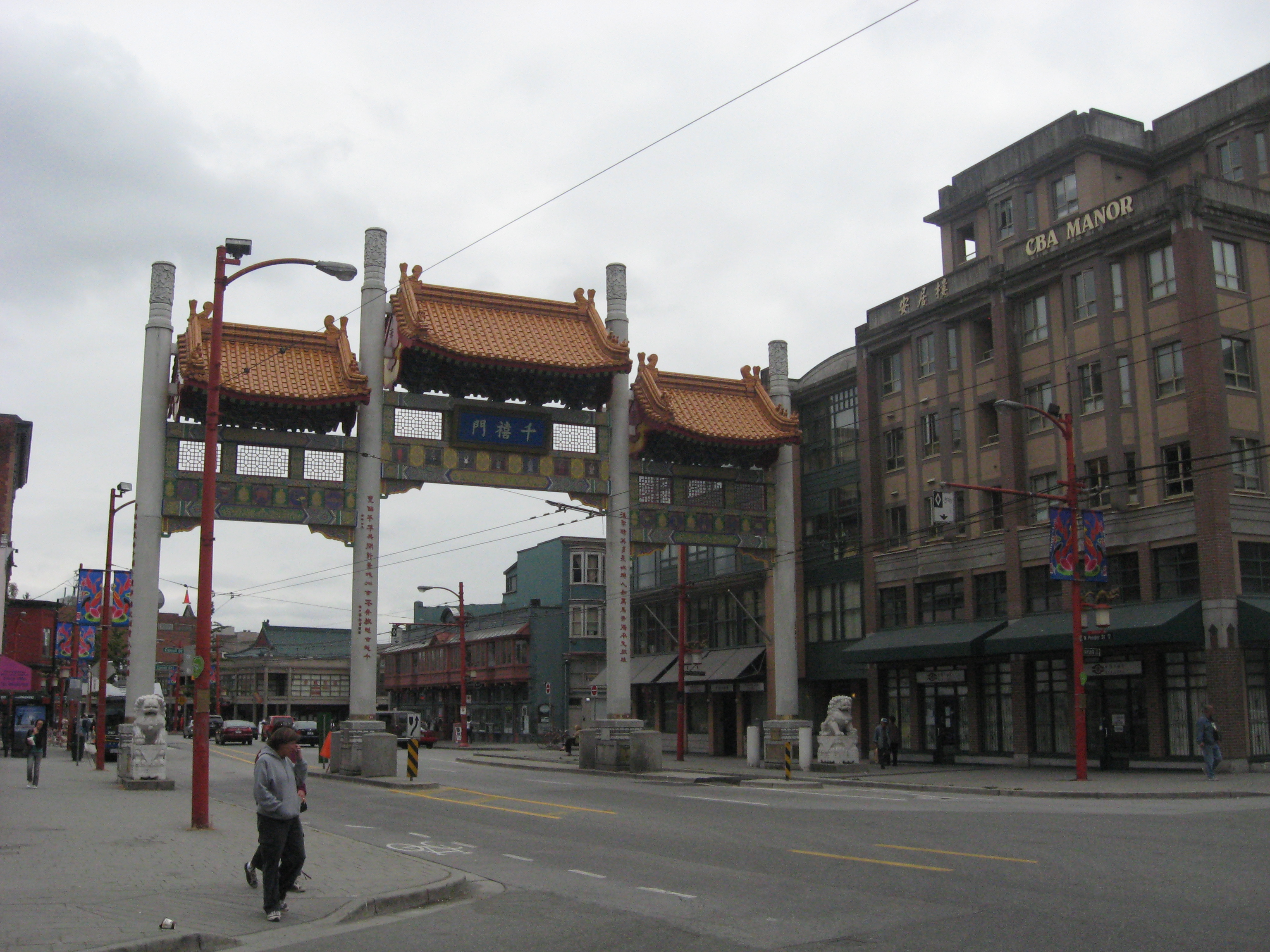
Натурные съёмки осуществлялись в китайском квартале Ванкувера.

Сценарий к «Адским деньгам» был написан Джеффри Влеймингом, который переработал идею Криса Картера о пирамиде с человеческими органами вместо денег. Влейминг добавил в сюжет идеи с лотереей, проводящейся в маленьком городке (позднее ставшим маленьким районом большого города) и с некоей группой, контролирующей бедных в Чайнатауне. Влейминг также хотел, чтобы в конце стало ясно, что верна была теория Скалли, а не, как обычно, её напарника. Первый вариант сценария Картер отредактировал, соединив эти три сюжетные линии в одну. «Entertainment Weekly» позднее отметил, что «закрученная гротескность сюжета наводит на мысль, что он основан на реальных событиях», но Картер утверждал, что сюжет является выдуманным от начала до конца. Также после переработки в очередной раз прав оказался Малдер, догадавшийся, что в городе проводится подпольная лотерея со смертельным исходом. Для Влейминга эпизод стал вторым и последним сотрудничеством с сериалом после серии «2Shy».
Режиссёром серии выступил Такер Гейтс, для которого это, наоборот, стало дебютной работой в рамках «Секретных материалов». Однако, как и Влейминг, Гейтс проработал с сериалом лишь дважды: его второй и заключительной работой, также в качестве режиссёра, стал эпизод «El Mundo gira». «Адские деньги» также примечателен тем, что здесь, на заре своей кинокарьеры, сыграла Люси Лью. Впоследствии актриса получила широкую известность, сыграв в сериале «Элли Макбил» в 1998 году и в ряде кассовых фильмов.
Натурные съёмки эпизода осуществлялись в китайском квартале Ванкувера, тогда как декорации, изображавшие крематорий, были построены в студии. Сцены в лотерейном зале были отсняты в здании общества «Welsh Irish Scottish English». Постановщики сделали балкон для эпизода, который, по соглашению с владельцами помещения, должны были разобрать по окончании съёмок. Однако владельцы позже изменили свое решение, попросив оставить балкон на месте «по эстетическим причинам».
Для сцены, в которой лягушка выползает из живота одной из жертв, на актёра был наложен искусственный торс. Для крупного плана торс был помещён на стол для вскрытия, в котором было проделано отверстие. Через данное отверстие специалист по работе с животным проталкивал лягушку в разрез в торсе.

## Эфир и отзывы
Премьера эпизода состоялась на канале Fox 29 марта 1996 года. Рейтинг Нильсена составил 9,9 балла с долей в 17,0, означающий, что примерно 9,9 процента из всех оборудованных телевизором домохозяйств в США и 17 процентов от всех домохозяйств, смотревших телевизор в тот вечер, были настроены на премьеру эпизода. Количество зрителей, смотревших премьеру, оценивается в 14,86 миллиона человек.
От критиков эпизод получил смешанные отзывы с нехарактерной для сериала полярностью оценок от преимущественно положительных до отрицательных. «Entertainment Weekly» присвоил серии оценку «A-» (3,75 балла из 4 возможных), назвав её «великолепно снятой» и выделив сцены в игровом зале. «Television Without Pity» поставило «Адские деньги» на 11-е место в списке самых кошмарных эпизодов сериала, заметив, что «если и есть что-то, с чем вы не должны заигрывать, то это китайская мафия. Особенно та её часть, которая одевается как группа „Slipknot“ и а) сжигает вас заживо, если вы везунчик или б) принуждает вас участвовать в лотерее, чтобы медленно разрезать вас на части и продать ваши органы на черном рынке». Роберт Ширман и Ларс Пирсон в книге «Желая верить: Критический путеводитель по Секретным материалам, Тысячелетию и Одиноким стрелкам» (англ. Wanting to Believe: A Critical Guide to The X-Files, Millennium & The Lone Gunmen) оценили эпизод на четыре звезды из возможных пяти. По мнению писателей, этот эпизод «сложно полюбить, но он искренний и цельный». Ширман и Пирсон также похвалили преподнесение ситуации с точки зрения китайских эмигрантов, при котором и Чао, и Малдер со Скалли выглядят «неуклюжими и высокомерными».
В отличие от ранее упомянутых критиков, Джон Киган («Critical Myth») оценил серию всего лишь на 5 баллов из 10. Одобрив идею столкновения Малдера и Скалли с чужой культурой, которая делает банальное дело об убийстве интересным, Киган счел неудачной структуру эпизода. По мнению критика, зритель узнает всю подоплёку быстрее главных героев, что делает значительную часть эпизода лишь механическим движением к развязке. Обозреватель «The A.V. Club» Тодд ван дер Верфф поставил серии «C+» (2,5 балла из 4-х), написав, что хоть эпизод и «достаточно смелый для своего времени, но ощущается как серия шокирующих моментов, нанизанных на достаточно стандартный сюжет». Пола Витарис («Cinefantastique») также была скупа на хорошие оценки, дав эпизоду два балла из возможных четырёх за отсутствие паранормальной составляющей и назвав актёров в черных костюмах и масках «не очень убедительными». Сопродюсер сериала Пол Рабвин вообще не считал серию настоящим «секретным материалом». Помимо отсутствия паранормального явления, Рабвин не был в восторге от того, что если бы и Малдер и Скалли были выведены из сюжета, это ничего бы не изменило и на них никак бы не повлияло.